# Neolophonotus struthaulon
Neolophonotus struthaulon là một loài ruồi trong họ Asilidae. Neolophonotus struthaulon được Londt miêu tả năm 1987. Loài này phân bố ở vùng nhiệt đới châu Phi.